# 豪天立
豪天立（德語：Georg Emil Autenrieth，1900年4月13日—1983年3月26日），是一位活跃于中国的德国传教士，他还研究客家语。

## 早年
豪天立1900年4月13日出生于德国泰克山麓魏尔海姆，父亲威廉·奥滕里特是邮政职员，母亲卡塔琳娜。他1907年进入Loewen（比利时城名）的寄宿学校读书。起初作为木匠学徒在乌欣根(Uhingen)的一位木工师傅那里学艺，但后来被召入伍服兵役。再后来在温宁登（Winnenden）一个纺织商当学徒工。在那里他开始接触巴色会的传教士施密德（Schmid）和米勒先生，向他们学习英语。进入基斯海姆的中专学习经济管理，同时学习英语和法语两门课程。在斯图加特基督教男青年会(CVJM)短期工作。1918年2～5月在基尔希海姆市（Kirchheim）的学校学习和科尔布（Kolb）的商店工作。1918年（18岁），5月7日至1919年1月14日入伍当兵。

## 在华传教工作
他1919年～1925年在瑞士巴色差会神学院学习，并毕业。此期自称为“青年时期最幸福的五年”。1926年2月至6月在茨威布吕肯市的城市传道会工作。1926年12月-1934年9月（前后6年），作为传教士由巴色差会派到中国广东的五华、梅县等客家地区传道。在香港和梅县学习中文和客家话1年后，先后分派到长乐（五华）梅林和梅县的传教站工作。1928年11月3日在香港与玛格丽特·伊丽萨白·弗里茨（Margarete Fritz,中文名斐玉霞）结婚。
玛格丽特1903年出生于印度，德哈尔瓦尔，为克里斯蒂安·戈特罗布·弗里茨与玛尔塔夫妇所生女儿，是阿尔萨斯地方人。其父为巴色差会传教士，曾在印度传道。玛格丽特1922年在乌尔姆市德国古典式文科高中（完全中学）毕业。作为女护士来培养，1925年通过了国家考试。1925年5月1日至1926年6月15日在奥芬巴赫医院任护士。
在中国6年，豪天立先后在五华、梅县等巴色会传教站工作。曾受委托编撰客语《礼拜仪式》一书。
1936年10月13日夫妇俩再次出发去中国传道。这是他的第二个任期，预计为6年（但因二战，延期至11年），带着他们10个月大的三儿子Klaus Autenrieth（豪俊和）同行（原中国出生的两个孩子则留在巴色会儿童中心）。

## 在华教授德语
豪天立曾在坪塘乐育神学院任教，在五华私立乐育中学及梅县乐育中学任教，教授德语、英语和音乐。豪天立在乐育中学的学生之一，杨泰芳，曾任国家邮电部部长。
1945年，抗战中广州沦陷，国立中山大学总部辗转迁到梅县，国立中山大学医学院借用乐育中学的校舍和德济医院（巴色会办）作为学生的课室和学习基地。豪天立受聘为国立中山大学医学院的德语教授（中山医的教学系统、教材为德语）。抗战结束，国立中山大学迁回广州，学校拟续聘到广州校本部任职，豪因圣职在身，婉拒。

## 返回欧洲
他1947年3月15日离开梅县，踏上返回欧洲之旅。到达巴色差会后，暂时在布劳恩瓦尔德的和瑞士坎汤州格拉鲁斯的城堡中休养。1947年9月起在基尔希海姆市担任中学宗教信仰课程的牧师。1948年11月至1949年6月担任斯图加特市基督教男青年会的秘书长。1949年6月、7月到美国考察研究。1949年9月起在基尔希海姆市担任普通中学和高级文理中学的宗教信仰课程的牧师。1965年退休。退休后仍然热心、积极地经常在国民大学中做有关中国的报告。
1983年3月26日在泰克山下基希海姆市逝世，埋葬在他出生的泰克山麓魏尔海姆。在一棵墨绿色的柏树旁边，立着一个与众不同的由中文书写的墓碑：耶稣基督：我就是生命。

## 著作
- 《禮拜儀式》(Liturgie des christlichen Gottesdienstes)

## 另見
- 基督教香港崇真會
- 巴色会
- 巴色會在華傳教士列表